# فرانکلینتون (کارولینای شمالی)
فرانکلینتون (به انگلیسی: Franklinton) شهری در ایالت کارولینای شمالی کشور ایالات متحده آمریکا است که جمعیت آن در سرشماری سال ۲۰۱۰ میلادی، ۲٬۰۲۳ نفر بوده‌است.